# Saint-Renan
Saint-Renan é uma comuna francesa na região administrativa da Bretanha, no departamento Finisterra. Estende-se por uma área de 13,31 km². Em 2010 a comuna tinha 8 316 habitantes (densidade: 624,8 hab./km²).

## História
Saint-Renan deve o seu nome a um padre irlandês, São Renan, que veio durante o século V para evangelizar esta região .